# Comuna Sakunîha, Nedrîhailiv
Sakunîha (în ucraineană Сакуниха) este o comună în raionul Nedrîhailiv, regiunea Sumî, Ucraina, formată din satele Baranove, Lahnivșciîna, Pereticikî, Sakunîha (reședința) și Velîka Dibrova.

## Demografie
Componența lingvistică a comunei Sakunîha
     Ucraineană (96,8%)
     Rusă (1,92%)
     Alte limbi (0,26%)
Conform recensământului din 2001, majoritatea populației comunei Sakunîha era vorbitoare de ucraineană (96,8%), existând în minoritate și vorbitori de rusă (1,92%).